# Alpine (Utah)
Alpine je město v okresu Utah County ve státě Utah. K roku 2010 zde žilo 9 555 obyvatel. S celkovou rozlohou 19,2 km² byla hustota zalidnění 500 obyvatel na km².